# Pomnik Charles’a de Gaulle’a w Warszawie
Pomnik Charles’a de Gaulle’a (fr. Statue Charles de Gaulle à Varsovie) – pomnik znajdujący się przy rondzie gen. Charles’a de Gaulle’a w Warszawie, przed budynkiem dawnego Domu Partii.

## Opis
Autorem posągu jest francuski rzeźbiarz Jean Cardot, a autorami cokołu i jego otoczenia w kształcie okręgu Andrzej Kiciński, Marcin Bednarczyk i Robert Jaworski. Odlew rzeźby z brązu został wykonany w Bielsku-Białej przez Marka Żebrowskiego z oryginalnej formy wypożyczonej przez autora. Teren pod pomnik udostępniła spółka Centrum Bankowo-Finansowe „Nowy Świat”.
Monument został odsłonięty 15 maja 2005 przez ministra spraw zagranicznych Francji Michela Barniera.
Pomnik upamiętnia prezydenta Francji Charles’a de Gaulle’a. Maszerujący generał ubrany jest w mundur wojskowy i kepi. Warszawski posąg jest kopią pomnika odsłoniętego w 2000 w Paryżu przy Polach Elizejskich, jednak jest trochę wyższy i wykonany z lepszego materiału.
Pomysłodawcą wzniesienia monumentu był Jean Caillot, przewodniczący zarządu sekcji polskiej Stowarzyszenia Wzajemnej Pomocy Członków Legii Honorowej.